# Nikon Coolpix 7600

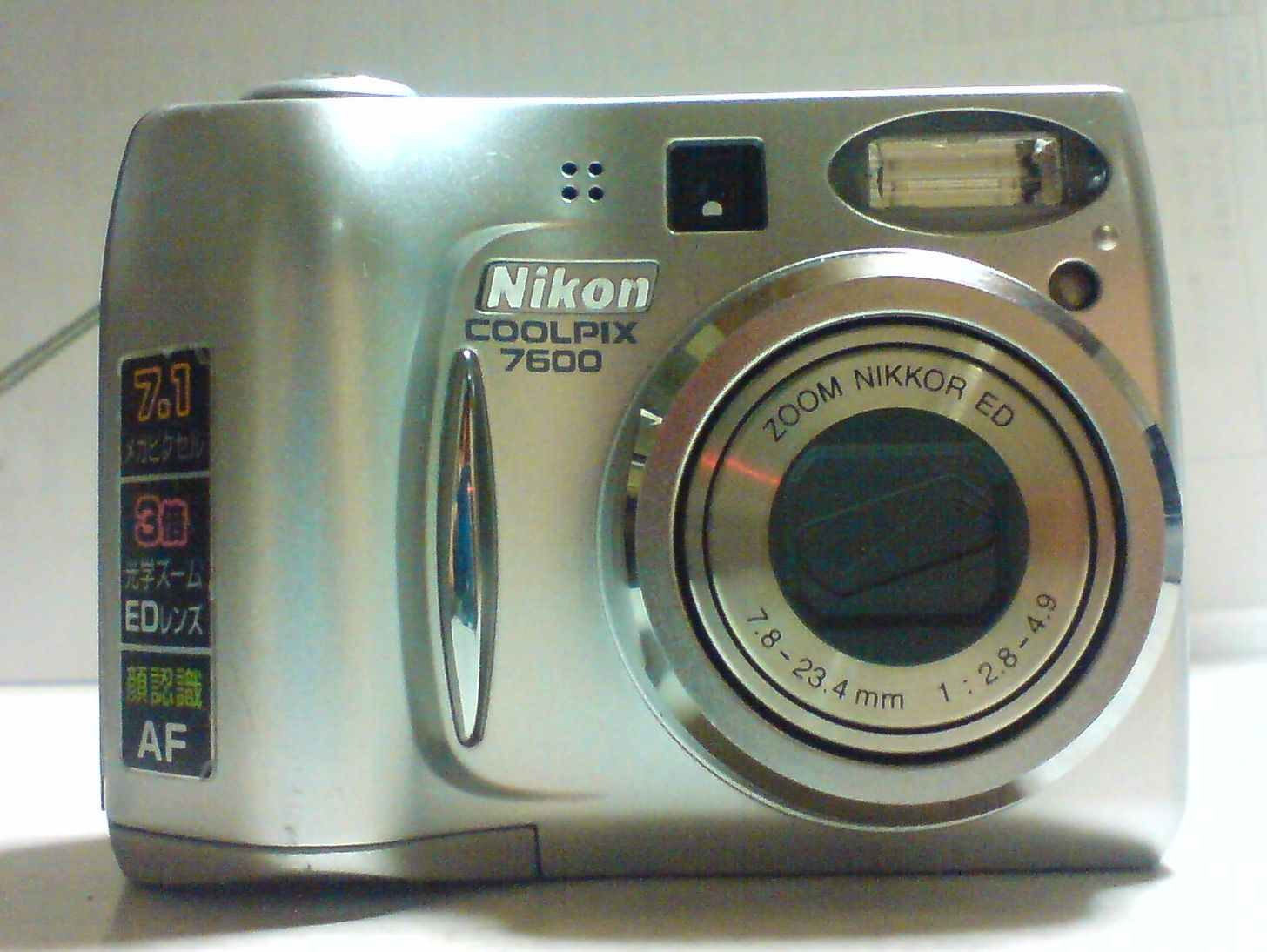
Nikon Coolpix 7600

Le Nikon Coolpix 7600 est un appareil photographique numérique de type compact fabriqué par Nikon, de la série de Nikon Coolpix.

## Caractéristiques fonctionnelles
Commercialisé en avril 2005, le 7600 est un appareil de forme ergonomique assurant une bonne prise de main, de dimensions réduites: 8,5 x 6 x 3,9 cm, d'une résolution de 7,1 mégapixels et d'un zoom optique de 3x.
Sa portée minimum de la mise au point est de 30 cm, ramenée à 4 cm en mode macro.
Il est équipé d'une fonction "AF Priorité visage" qui permet d'avoir des portraits d'une bonne luminosité puisque l'appareil détecte les visages et réalise la mise au point dessus.
Il possède également le système "D-lighting" développé par Nikon qui permet éclaircir les zones sous-exposées d'une image directement à partir de l'appareil.
Son automatisme gère 16 modes Scène pré-programmés, donc un mode "prise de vue sous-marine" afin de faciliter les prises de vues (paysage, portrait, macro, musée, fête/intérieur, rétro-éclairage, plage/neige, portrait nuit, feu d'artifice, nocturne, aube/crépuscule, assistant de panorama, reproduction, vue sous-marine, sports, coucher de soleil).
L’ajustement de l'exposition est automatique et permet également un mode manuel avec un ajustement dans une fourchette de ±2.0 par paliers de 0,33 EV.
La balance des blancs se fait de manière automatique, mais également semi-manuelle avec des options pré-réglées (ensoleillé, lumière incandescent, tubes fluorescents, nuageux, éclair).
La fonction "BSS" (Best Shot Selector) sélectionne parmi dix prises de vues successives, l'image la mieux exposée et l'enregistre automatiquement.
Son flash incorporé a une portée effective de 0,4 à 3,4 m et dispose de la fonction atténuation des yeux rouges et d'un dispositif d'éclairage AF.

Son mode rafale permet de prendre jusqu'à 1,3 images par seconde.

## Caractéristiques techniques
- Capteur CCD taille 1/1,8 pouce : 7,41 millions de pixels, effective : 7,1 millions de pixels
- Zoom optique : 3x, numérique : 4x
  - Distance focale équivalence 35 mm : 38-114 mm
  - Ouverture maximale de l'objectif : F/2,8-F/4,9
- Vitesse d'obturation : 4 à 1/2000 seconde
- Sensibilité : ISO auto 50 à 200.
- Stockage : Secure Digital SD - mémoire interne de 14 Mo
- Définition image maxi : 3072x2304 au format JPEG
- Autres définitions : 2592x1944, 2048x1536, 1024x768, 640x480.
- Définitions vidéo : 640x480, 320x240 et 160x120 à 15 images par seconde et 320x240 et 640x480 à 30 images par seconde au format Quicktime avec son.
- Connectique : USB, audio-vidéo composite
- Écran LCD de 2 pouces -matrice active TFT de 85 000 pixels
- Compatible PictBridge
- Pile (2) type AA (LR6) ou accumulateur rechargeable Ni-MH
- Poids : 150 g sans accessoires (batterie et carte mémoire)
- Finition : Argent.